# Jan Batory

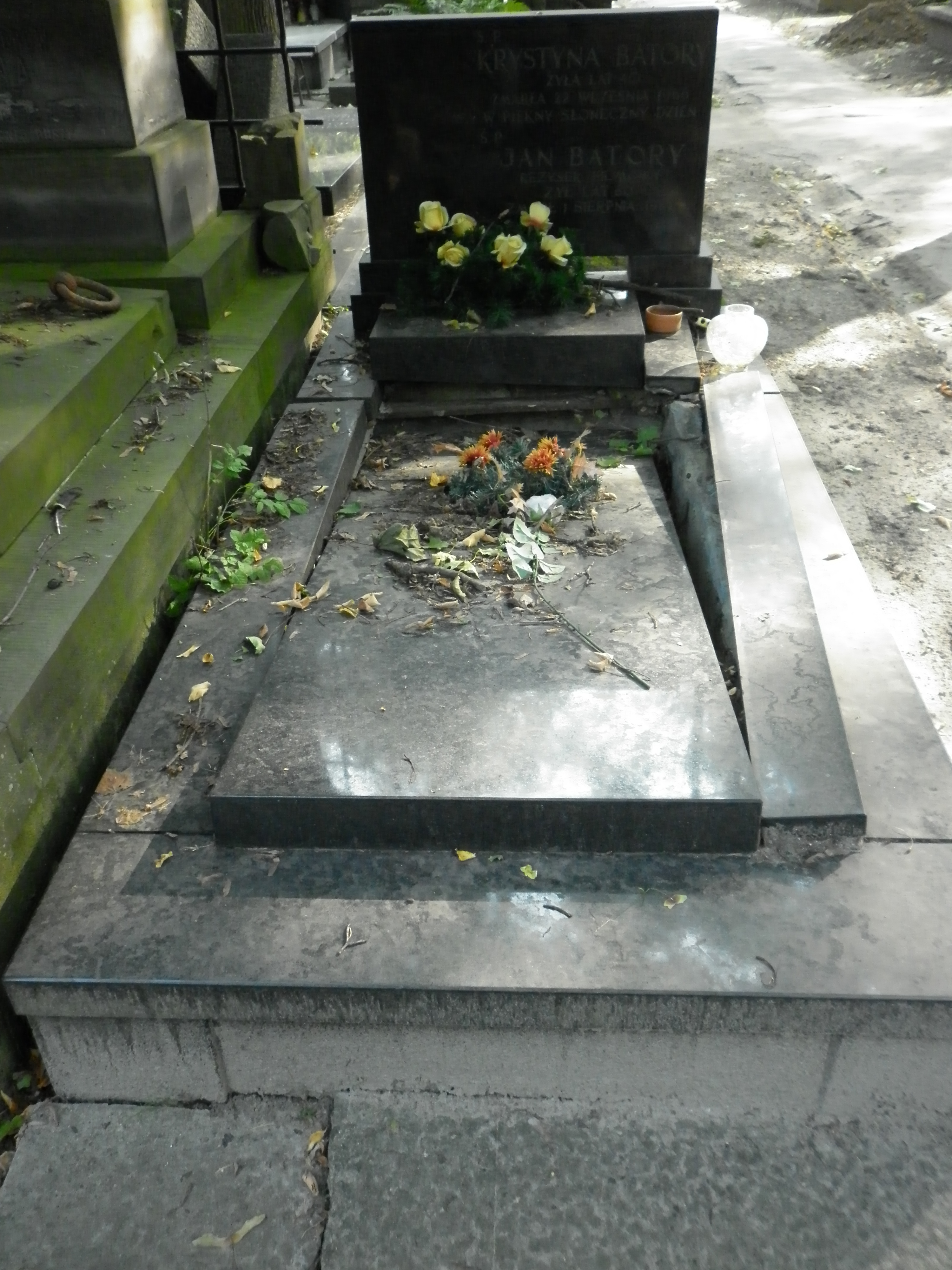
Grób Jana Batorego na cmentarzu Powązkowskim

Jan Batory (ur. 23 sierpnia 1921 w Kaliszu, zm. 1 sierpnia 1981 w Warszawie) – polski reżyser filmowy i scenarzysta. 

## Życiorys
Ukończył studia na Wydziale Reżyserii Państwowej Wyższej Szkoły Filmowej w Łodzi w 1951 (dyplom 1956). Pracę rozpoczął jako asystent Wandy Jakubowskiej przy filmie Żołnierz zwycięstwa. Pochowany na cmentarzu Powązkowskim w Warszawie (kwatera 279-2-30)

## Filmografia
- Reżyseria:
  - Podhale w ogniu (1955)
  - Odwiedziny prezydenta (1961)
  - O dwóch takich, co ukradli księżyc (1962)
  - Ostatni kurs (1963)
  - Spotkanie ze szpiegiem (1964)
  - Lekarstwo na miłość (1966)
  - Dancing w kwaterze Hitlera (1968)
  - Ostatni świadek (1969)
  - Jezioro osobliwości (1972)
  - Con amore (1976)
  - Karino (1976)
  - Skradziona kolekcja (1979)
  - Zapach psiej sierści (1981)

- Scenariusz:
  - Podhale w ogniu (1955)
  - O dwóch takich, co ukradli księżyc (1962)
  - Lekarstwo na miłość (1966)
  - Dancing w kwaterze Hitlera (1968)
  - Jezioro osobliwości (1972)
  - Karino (serial, 1974)
  - Karino (1976)
  - Skradziona kolekcja (1979)
  - Zapach psiej sierści (1981)

## Nagrody i odznaczenia
- 1961 – Dyplom Honorowy dla filmu Odwiedziny prezydenta na IV Międzynarodowym Festiwalu Filmowym w Acapulco (Meksyk)
- 1961 – Srebrna Muszla - nagroda specjalna jury oraz nagroda Hiszpańskiej Federacji DKF za film Odwiedziny prezydenta na IX Międzynarodowym Festiwalu Filmowym w San Sebastian (Hiszpania)
- 1961 – wyróżnienie Międzynarodowej Organizacji Katolickiej ds. filmu za Odwiedziny prezydenta na IX Międzynarodowym Festiwalu Filmowym w San Sebastian
- 1961 – wyróżnienie FIPRESCI za film Odwiedziny prezydenta na IX Międzynarodowym Festiwalu Filmowym w San Sebastian
- 1965 – Grand Prix za film O dwóch takich, co ukradli księżyc na III Międzynarodowym Festiwalu Filmów dla Dzieci w Gijon (Hiszpania)
- 1965 – wyróżnienie jury młodzieżowego za film O dwóch takich, co ukradli księżyc na III Międzynarodowym Festiwalu Filmów dla Dzieci w Gijon
- 1966 – Grand Prix za film O dwóch takich, co ukradli księżyc na I MFF dla Dzieci w Teheranie (Iran)
- 1966 – Nagroda Krytyki Filmowej za film O dwóch takich, co ukradli księżyc na I MFF dla Dzieci w Teheranie
- 1966 – wyróżnienie irańskiego ministerstwa kultury i sztuki za film O dwóch takich, co ukradli księżyc na I MFF dla Dzieci w Teheranie
- 1973 – nagroda publiczności na Lubuskim Lecie Filmowym w Łagowie za Jezioro osobliwości
- 1976 – "Jantar" za film fabularny na KSF "Młodzi i Film" w Koszalinie za film Con Amore
- 1976 – nagroda publiczności na Lubuskim Lecie Filmowym w Łagowie za Con Amore
- 1977 – Grand Prix "Pelayo" dla filmu Con Amore na Międzynarodowym Festiwalu Filmowym w Gijon
- 1978 – I miejsce w plebiscycie dwutygodnika "Sowietskij Ekran" filmu Con Amore
- Krzyż Kawalerski Orderu Odrodzenia Polski (1964)[2]